# Алтайски цокор
Алтайските цокори (Myospalax myospalax) са вид дребни бозайници от семейство Слепи кучета (Spalacidae).
Разпространени са в степите в и около западната част на Алтай, от двете страни на границата между Русия и Казахстан. Живеят под земята в тунели с дълбочина, надхвърляща понякога 1 метър, които рядко напускат. Хранят се с корени и зелени части на растения, които вмъкват в тунелите си.